# Сидорово (Костромская область)
Сидорово — деревня в Берёзовском сельском поселении Галичского района Костромской области России.

## География
Деревня расположена на берегу реки Шача.

## История
Согласно Спискам населенных мест Российской империи в 1872 году деревня относилась к 1 стану Чухломского уезда Костромской губернии. В ней числилось 24 двора, проживали 51 мужчина и 9 женщин.
Согласно переписи населения 1897 года в деревне проживало 86 человек (31 мужчина и 55 женщин).
Согласно Списку населенных мест Костромской губернии в 1907 году деревня относилась к Муравьищенской волости Чухломского уезда Костромской губернии. По сведениям волостного правления за 1907 год в ней числилось 15 крестьянских дворов и 98 жителей. В деревне имелись кузница и толчея.
До муниципальной реформы 2010 года деревня входила в состав Муравьищенского сельского поселения.

## Население
| 2008 | 2010 | 2012 | 2014 |
| ---- | ---- | ---- | ---- |
| 6    | ↘3   | ↗5   | →5   |

По состоянию на 1 января 2014 года в деревне числилось 2 хозяйства и 2 постоянных жителя.